# Aeroporto Internacional de Punta del Este
O Aeroporto Internacional C/C Carlos A. Curbelo também conhecido por Internacional de Laguna del Sauce (IATA: PDP, ICAO: SULS), é um aeroporto situado em Maldonado, Uruguai, serve ao balneário de Punta del Este e opera desde dezembro de 1993. A pista principal tem 2140 m de comprimento por 45 m de largura. Nela podem operar aviões de médio porte, como os Boeing 737 e o Airbus A320.

## História
Foi a Marinha do Uruguai que em 1942 começou a estudar a possibilidade de estabelecer uma base aeronaval na Laguna del Sauce, o predomínio militar do país encontrava-se fortemente ligado à sua capacidade de desenvolver e operar eficazmente os gigantescos hidroaviões. Os relatórios técnicos determinaram que uma base localizada na Laguna del Sauce, garantiria ao Uruguai o domínio do litoral que se estendia de Montevidéu ao Arroio Chuí. 
O governo uruguaio não dispunha dos recursos financeiros necessários para garantir a manutenção do aeroporto, nem tampouco para renovar as instalações que estavam em uso desde o final da década de 1950. 
Em 1991, o governo abriu uma licitação pública internacional para adjudicação da exploração e manutenção em regime de concessão de obras públicas do terminal do aeroporto. 
O contrato de concessão de obra pública, foi assinado em 9 de dezembro de 1991. O Consorcio Aeropuertos Internacionales S.A. começou a operar o terminal aéreo de Punta del Este, em 24 de dezembro de 1993. Assumindo, a partir dessa data, a prestação da totalidade de todos dos serviços.

## Obras de engenharia aeroportuária
Sem afetar a operação do terminal, que foi mantido em funcionamento, iniciou-se a construção do novo aeroporto. Um consórcio integrado por empresas espanholas e uruguaias foi selecionado pelo Consorcio Aeropuertos Internacionales S.A. para desenvolver o trabalho de infraestrutura aeroportuária. 
A pista tradicional de Laguna del Sauce foi completamente reformulada, repavimentada e equipada com tecnologia de ponta. A ela foi adicionada uma nova pista maior (08-26), de 2.140 metros de comprimento por 45 metros de largura e equipada com modernos recursos visuais da Bélgica (ALS, PAPI e Reils).
O aeroporto é agora capaz de comportar mais de cinco Boeing 737 simultaneamente autopropulsados. Foi acrescentado um segundo pátio com mais de 50.000 metros quadrados, destinado ao tráfego de aeronaves de pequeno porte, voos executivos e táxis aéreos. 
Foi adicionada uma grande área de estacionamento capaz de atender simultaneamente 600 veículos e equipado com um moderno sistema de controle de acessos. 
Realizou-se também a construção de uma nova Escola de Aviação Naval, um amplo hangar, um pátio e suas vias de circulação, de acordo com os termos da licitação.

## O novo terminal
O prédio moderno do terminal do novo Aeroporto Internacional de Punta del Este, foi desenhado pelo arquiteto uruguaio Carlos Ott, o projeto foi desenvolvido em três pisos resultando na perfeita combinação entre a arquitetura de vanguarda e as últimas tecnologias em serviços para passageiros. 
A construção da estrutura ultramoderna foi confiada ao consórcio integrado por HochtiefAktiengeselschaft, uma empresa alemã, líder mundial, que foi responsável pela construção dos aeroportos de Frankfurt, Stuttgart, Varsóvia, Budapeste e Riade. 
A Techint Saci do Uruguai, uma empresa cuja história está associada a algumas das empresas mais importantes do país, também participou da construção. 
No seu interior, o novo terminal é equipado com o mais avançado sistema de informação aos passageiros, tem uma galeria com capacidade para 25 estabelecimentos comerciais. 
Somado a isso, um restaurante aconchegante, com vista privilegiada e cardápio refinado e de um free-shop de tão grande quanto moderno, que liga as duas naves do edifício ao que os especialistas consideram como o mais sofisticado do continente. 
Além disso, o terminal tem uma sala VIP exclusiva, cuja decoração foi diretamente supervisionada pelo arquiteto Ott, que encomendou a confecção de seus móveis para uma casa famosa italiana.

## Companhias aéreas e destinos
| Companhias                                | Cidades                                                 |
| ----------------------------------------- | ------------------------------------------------------- |
| Paranair 1 destino                        | Internacional (1): Assunção (sazonal)                   |
| Austral Líneas Aéreas 1 destino           | Internacional (1): Buenos Aires-AEP                     |
| Azul Linhas Aéreas Brasileiras 3 destinos | Internacionais (3): Campinas / Guarulhos / Porto Alegre |
| LATAM Brasil 1 destino                    | Internacional (1): São Paulo                            |